# Елміра (містечко, Нью-Йорк)
Елміра (англ. Elmira) — місто (англ. town) в США, в окрузі Чеманг штату Нью-Йорк. Населення — 6848 осіб (2020).

## Демографія
Згідно з переписом 2010 року, у місті мешкали 6934 особи в 2989 домогосподарствах у складі 1981 родини. Було 3160 помешкань
Расовий склад населення:
| - 95,1 % — білих - 1,8 % — чорних або афроамериканців - 1,2 % — азіатів - 0,1 % — корінних американців |

До двох чи більше рас належало 1,5 %. Частка іспаномовних становила 1,1 % від усіх жителів.
За віковим діапазоном населення розподілялося таким чином: 21,4 % — особи молодші 18 років, 59,1 % — особи у віці 18—64 років, 19,5 % — особи у віці 65 років та старші. Медіана віку мешканця становила 45,8 року. На 100 осіб жіночої статі у місті припадало 90,0 чоловіків;  на 100 жінок у віці від 18 років та старших — 87,2 чоловіків також старших 18 років.
Середній дохід на одне домашнє господарство  становив 101 070 доларів США (медіана — 64 896), а середній дохід на одну сім'ю — 129 286 доларів (медіана — 85 852). Медіана доходів становила 56 417 доларів для чоловіків та 50 476 доларів для жінок. За межею бідності перебувало 7,3 % осіб, у тому числі 9,6 % дітей у віці до 18 років та 5,3 % осіб у віці 65 років та старших.
Цивільне працевлаштоване населення становило 3313 осіб. Основні галузі зайнятості: освіта, охорона здоров'я та соціальна допомога — 28,9 %, виробництво — 11,3 %, роздрібна торгівля — 11,2 %.